# Contea di Bon Homme
La contea di Bon Homme ( in inglese Bon Homme County ) è una contea dello Stato del Dakota del Sud, negli Stati Uniti. La popolazione al censimento del 2000 era di 7 260 abitanti. Il capoluogo di contea è Tyndall.